# High Speed 2
High Speed 2 (HS2) — високошвидкісна залізниця, в стадії будівництва, в Англії, перша фаза якої будується поетапно та має бути завершена у 2029 — 2033 роках, залежно від затвердження наступних етапів. 
Нова лінія пролягатиме від південної кінцевої станції в Лондоні до найпівнічнішої точки, Манчестера, з відгалуженнями до Бірмінгема та Східного Мідленду.
HS2 стане другою спеціально побудованою високошвидкісною лінією Великої Британії, першою є High Speed 1, що сполучає Лондон з тунелем під Ла-Маншем.
На південному кінці лінія завершуватиметься на лондонській станції Юстон, а іншими кінцевими пунктами будуть станції Бірмінгем-Керзон-стрит і Манчестер-Пікаділлі.
Окрім цих станцій, спеціальна колія обслуговуватиме Олд-Оук-Кеммон у західному Лондоні, Бірмінгем-Інтерчейндж, Східний Мідленд-Парквей на південь від Ноттінгема, Кру та аеропорт Манчестер (за наявності зовнішнього фінансування
). 
Буде кілька розв'язок для руху поїздів на існуючих залізницях West Coast Main Line та Midland Main Line, щоб дістатися до міст Шотландії, Північно-Західної та Північно-Східної Англії, а також Західного та Східного Мідленду, які не обслуговуються новою високошвидкісною залізницею.
Потяги, здатні рухатися з проектною швидкістю лінії 400 км/год, рухатимуться з максимальною швидкістю 360 км/год і працюватимуть як на колії HS2, так і на існуючій звичайній колії, маючи можливість отримати доступ до місць поза межами лінії HS2, використовуючи як HS2, так і звичайні мережеві послуги.
Проект передбачається реалізувати у три етапи. Фаза 1, яка зараз будується, прямує від Лондона до перетину з West Coast Main Line поблизу Лічфілда з відгалуженням до Бірмінгема.
Будівництво лінії почалося у 2020 році з прокладання тунелю під Чилтернзькими пагорбами на околиці північно-західного Лондона.
Етап 2а, від Лічфілда до другого перехрестя з West Coast Main Line в Крю, отримав королівську згоду, але будівництво ще не розпочато.
Етап 2b — від Крю до Манчестера, з відгалуженням на West Coast Main Line в Крю, щоб потяги продовжували курсувати до Шотландії, а також від Вест-Мідлендс до Іст-Мідлендс-Парквей, де HS2 з’єднується зі звичайною залізницею Midland Main Line.
Етап 2b очікує на схвалення парламенту.
Оригінальний проект для HS2 був мережею "Y", з двома лініями, що розгалужувалися в Бірмінгемі.
Розвилка на захід мала продовжуватись до північно-західної Англії в Голборні на південь від Вігана, де вона мала з’єднатися з West Coast Main Line до Шотландії з відгалуженням до Манчестера.
Розгалуження на схід мало продовжуватись на північний схід Англії, у Йорку, де з’єднувалося з East Coast Main Line до Ньюкасла-на-Тайні з відгалуженням до Лідса.
У Лондоні має бути сполучення у Кемдені з HS1 і таким чином забезпечити доступ до континентальної Європи через тунель під Ла-Маншем.
Також мало бути відгалуження з Аксбрідж до аеропорту Лондон-Хітроу.
Запропонована мережа була суттєво скорочена після оголошення у 2013 році.
Відгалуження на HS1 і Хітроу були скасовані на ранній стадії.
З листопада 2021 року по червень 2022 року значну частину HS2 було скасовано.
У рамках Інтегрованого залізничного плану для Північного та Мідлендського районів було оголошено, що більшу частину східного відрізка етапу 2b від Бірмінгема через Східного Мідленда до Лідса/Йорка буде скасовано.
Відгалуження від Колхгілла біля Бірмінгема до Ноттінгема залишається, з маршрутом, направленим до існуючої станції Східний Мідланд-Парквей, де потяги можуть продовжувати рух на північ до звичайної залізниці Midland Main Line.
Сполучення від Голборна до West Coast Main Line  було скасовано.
У проекту є як прихильники, так і противники.
Прихильники проекту вважають, що додаткова пропускна здатність і надійність, які забезпечує HS2, сприятимуть зростанню кількості пасажирів до рівня до COVID-19, водночас сприяючи подальшому переходу на залізницю.
Противники вважають, що проект не є ані екологічно, ані фінансово стійким.
У 2019 році, у відповідь на критику, уряд наказав переглянути проект під головуванням колишнього голови проекту Дугласа Окерві, який рекомендував, щоб увесь проект продовжувався за планом за умови дотримання низки умов.
Проте Комплексний залізничний план для Півночі та Мідленду, випущений у листопаді 2021 року, скоротив проект, а також проект Northern Powerhouse Rail (NPR), з яким він інтегрований.
У 2010 році вартість будівництва HS2 оцінювалася в 30,9 — 36  мільярдів фунтів стерлінгів;
у 2015 році ця оцінка була об’єднана з вартістю рухомого складу та скоригована на інфляцію, щоб отримати бюджет у 56,6  мільярда фунтів стерлінгів.
Огляд Oakervee за 2019 рік оцінив, що проект коштуватиме до 87 мільярдів фунтів стерлінгів за цінами 2019 року для спочатку передбаченої мережі «Y».